# 납작등바다거북
납작등바다거북(Natator depressus)은 오스트레일리아의 대륙붕 인근에만 서식하는 고유종이다.
올리브색 또는 회색과 녹색이 혼합된 색상을 띤다. 이것은 머리 색깔과 일치합니다. 플라스트론 이라고도 불리는 밑면은 훨씬 밝은 연한 노란색을 띤다. 평평한 바다거북의 평균 갑각 길이는 76~96cm이고 무게는 평균 70~90kg이다.
천적은 바다악어, 상어 다.